# Johann Gottlieb August Naumann
Johann Gottlieb August Naumann (* 19. Februar 1799 in Berlin; † 30. September 1870 in Bromberg) war Jurist und Mitglied der Frankfurter Nationalversammlung.

## Leben
Naumann wurde als Sohn des geheimen Post- und Kammergerichtsrates Christian Naumann und dessen Frau Henriette Sophie Charlotta Katharina, geborene Noack, geboren. 1816 ging er als Freiwilliger für ein Jahr zum Militär in Berlin. 
1823 bis 1827 studierte er in Berlin Rechts- und Kameralwissenschaft. Anschließend war er Auskultator und 1829 wurde er Gerichtsreferendar. 1831 bis 1833 war er als Gerichtsassessor am Kammergericht in Berlin tätig. Anschließend war Naumann bis 1835 Regierungsassessor in Posen, bevor er 1835 Regierungsrat zunächst in Liegnitz und ab 1837 in Magdeburg wurde. 1841 wurde er Oberregierungsrat in Frankfurt (Oder), was er bis 1849 blieb. Ebenfalls 1841 wurde er Kommissar der ständischen Landarmendirektion der Neumark in Landsberg an der Warthe.
Bei der Wahl zur Frankfurter Nationalversammlung wählte ihn der 27. Wahlbezirk Cottbus, der 81.242 Einwohner umfasste. Eigentlich war Friedrich Ernst Scheller Wahlsieger in Cottbus, dieser lehnte die Wahl aber zu Gunsten der Wahl durch den Wahlkreis Frankfurt (Oder) ab, wodurch Naumann nachrückte. Naumann erhielt die Stimmen von 88 von 134 Wahlmännern. Ab dem 20. Mai 1848 war er Mitglied der Nationalversammlung und blieb es bis zum 20. Mai 1849. Er war Mitglied der Fraktion Café Milani und arbeitete ab dem 1. Juli 1848 im Ausschuß für die Entwerfung des Gesetzes über die Ministerverantwortlichkeit mit. Weiterhin war er ab dem 24. September 1848 Mitglied des Ausschusses für die Geschäftsordnung.
1849 wurde er Regierungsvizepräsident und Direktor des Provinzialschulkollegiums in Münster. Dies blieb Naumann, bis er 1850 zum kommissarischen Verwalter des Regierungspräsidiums in Arnsberg bestellt wurde. 1853 trat er das Amt des stellvertretenden Oberpräsidenten in Münster an und ab 1857 war er Regierungspräsident in Köslin. 1864 wurde er noch kurzzeitig Regierungspräsident in Bromberg, bevor er im selben Jahr in den Ruhestand ging.

## Auszeichnungen
Roter Adlerorden II. Klasse mit Eichenlaub